# Memoriał Łukasza Romanka
Memoriał im. Łukasza Romanka – turniej żużlowy w Rybniku, poświęcony pamięci tragicznie zmarłego zawodnika RKM Rybnik, Łukaszowi Romankowi.
Od 2014 r. turniej nosi nazwę Turniej Legend Rybnickiego Żużla i poświęcony jest pamięci innych osób związanych z rybnickim klubem żużlowym (każda edycja będzie poświęcona innej postaci).

## Wyniki
| Rok  | 1. miejsce                                   | 2. miejsce                                      | 3. miejsce                                   |
| ---- | -------------------------------------------- | ----------------------------------------------- | -------------------------------------------- |
| 2007 | Andreas Jonsson Polonia Bydgoszcz            | Piotr Protasiewicz ZKŻ Zielona Góra             | Rafał Dobrucki Stal Rzeszów                  |
| 2008 | Greg Hancock Włókniarz Częstochowa           | Rafał Dobrucki ZKŻ Zielona Góra                 | Sebastian Ułamek Włókniarz Częstochowa       |
| 2009 | Piotr Protasiewicz Falubaz Zielona Góra      | Emil Sajfutdinow Polonia Bydgoszcz              | Rafał Dobrucki Falubaz Zielona Góra          |
| 2010 | Nicki Pedersen Stal Gorzów Wielkopolski      | Tomasz Gollob Stal Gorzów Wielkopolski          | Rune Holta Włókniarz Częstochowa             |
| 2011 | Jason Crump PGE Marma Rzeszów                | Krzysztof Kasprzak Tauron Azoty Tarnów          | Andreas Jonsson Stelmet Falubaz Zielona Góra |
| 2012 | Andreas Jonsson Stelmet Falubaz Zielona Góra | Niels Kristian Iversen Stal Gorzów Wielkopolski | Tomasz Gollob Stal Gorzów Wielkopolski       |
| 2013 | Patryk Malitowski Betard Sparta Wrocław      | Nicki Pedersen PGE Marma Rzeszów                | Tai Woffinden Betard Sparta Wrocław          |